# Edward Salomon (Politiker)

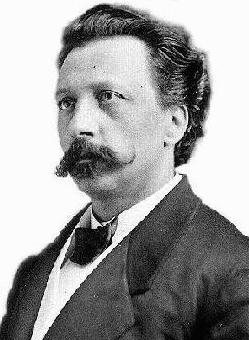
Edward Salomon

Edward Salomon (* 11. August 1828 in Ströbeck, Preußen; † 20. April 1909 in Frankfurt am Main) war ein US-amerikanischer Politiker deutscher Herkunft und von 1862 bis 1864 der achte Gouverneur des Bundesstaates Wisconsin.

## Frühe Jahre
Das Geburtsdatum von Edward Salomon wird in den Quellen unterschiedlich angegeben. Am wahrscheinlichsten ist der 11. August 1828. Fest steht: Er wurde im damaligen Königreich Preußen geboren und besuchte die Universität Berlin, wo er Naturgeschichte und Philosophie studierte. Als Anhänger der Revolution von 1848/49 floh er nach deren Niederschlagung zusammen mit seinem Bruder nach Amerika. Dort ließ er sich in Manitowoc (Wisconsin) nieder. Er verdiente sein Geld als Lehrer und Landvermesser und war außerdem stellvertretender Protokollführer an einem Bezirksgericht. Nach einem anschließenden Jurastudium begann er selbst als Rechtsanwalt zu arbeiten.

## Aufstieg zum Gouverneur
Im Jahr 1857 wurde Salomon von Gouverneur Coles Bashford in den Aufsichtsrat der University of Wisconsin berufen. Ursprünglich war Salomon ein Demokrat, der aber als Anhänger von Abraham Lincoln zu dessen Republikanischer Partei übertrat. Im Jahr 1861 wurde er als deren Kandidat zum neuen Vizegouverneur von Wisconsin gewählt. Nachdem Gouverneur Louis P. Harvey im April 1862 auf einer Mission zur Betreuung verwundeter Soldaten im Tennessee River ertrunken war, musste Salomon als Stellvertreter dessen Amt übernehmen und die angebrochene Amtszeit, die noch bis zum 4. Januar 1864 lief, beenden. Er war der erste Gouverneur von Wisconsin, der nicht in den Vereinigten Staaten geboren war.
Als Gouverneur musste er sich während des Bürgerkrieges vor allem um Probleme kümmern, die mit diesem Krieg zusammenhingen. Dazu gehörte ein neues umstrittenes Wehrerfassungsgesetz der Bundesregierung, das die Armen und Immigranten gegenüber der reichen Bevölkerung benachteiligte. Außerdem bestand die Gefahr, dass Agenten der Südstaaten die Indianer der Gegend zu Aufständen gegen die Bevölkerung anstacheln könnten. Gouverneur Salomon sorgte dafür, dass die eingezogenen Soldaten aus Wisconsin ihr Wahlrecht ausüben konnten. Nachdem er einen Aufstand gegen das Wehrgesetz mit Truppen niederschlagen ließ, verlor er an Popularität und wurde für die Gouverneurswahlen des Jahres 1863 von seiner Partei nicht nominiert. Daher schied er im Januar 1864 aus seinem Amt aus.

## Weiterer Lebenslauf
Nach seinem Ausscheiden aus dem Amt des Gouverneurs wurde er in Milwaukee als Rechtsanwalt tätig. Er kandidierte erfolglos für einen Sitz im US-Senat. Dann zog er nach New York City, wo er ebenfalls als Anwalt arbeitete. Er war außerdem Berater des dortigen deutschen Konsulats und vertrat als Anwalt die Interessen deutscher Firmen sowie andere deutsche Angelegenheiten in den USA. Im Jahr 1894 kehrte er auf Wunsch seiner Frau in seine Heimat zurück. Dort ist er im Jahr 1909 auch verstorben. Edward Salomon war mit Elisa Nebel verheiratet. Sein Cousin Edward S. Salomon war von 1870 bis 1872 Gouverneur im Washington-Territorium.